# Тауи (река)
Тауи (валл. Afon Tywi, англ. River Towy) — река, протекающая в Уэльсе.
Исток реки находится на северо-западе Уэльса в Кембрийских горах. Она течёт на юг и впадает в Кельтское море. Имеет ряд крупных притоков. Длина реки составляет 121 км. Средний расход воды — 45 м³/с. Площадь водосборного бассейна — 1333 км².